# Gazo
Gazo, nom de scène d'Ibrahima Diakité, né le 5 août 1994 à Châteauroux, est un rappeur et auteur-compositeur-interprète français d’origine guinéenne. Il commence la musique en solo sous le nom de Bramsou ainsi qu'avec un groupe nommé Barrodeur Music.
Gazo sort le 26 février 2021 sa toute première mixtape intitulée Drill FR, certifié double disque de platine. Sa deuxième mixtape est KMT, dévoilée le 1er juillet 2022 et certifiée triple disque de platine. Le 1er décembre 2023 sort son album en commun avec Tiakola, intitulé La mélo est gangx et certifié disque d’or moins d’un mois après sa sortie, puis platine en mars 2024. Son quatrième projet et premier album solo sort le 29 novembre 2024 sous le nom d'Apocalypse.

## Biographie

### Enfance et jeunesse
Ibrahima Diakité naît le 5 août 1994 à Châteauroux (région Centre-Val de Loire) au sein d'une famille guinéenne originaire de Boké. 
Il est le benjamin d'une fratrie de cinq enfants et habite dans de petits appartements de Belleville puis du quartier de la Roquette dans le 11e arrondissement de Paris. Il est le cousin du rappeur MHD.
Dès ses 11 ans, l’adolescent est placé dans un foyer éducatif sur décision de justice,. Il arrête l’école en sixième, renvoyé de son collège, et enchaîne les placements en foyer et en famille d'accueil jusqu'à sa majorité. Dès lors, il est SDF et vit entre des squats de Saint-Denis et la rue, sans papiers d'identité, ayant recours à diverses activités jugées illicites,. La trap devient son échappatoire.
En 2017, il est incarcéré une première fois en maison d’arrêt, où il explique avoir rencontré une personne plus âgée qui lui conseille de se ressaisir pour ne pas y retourner. Deux semaines après sa sortie, il y est à nouveau,.

### Carrière

#### Bramsou (2014-2019)
Gazo commence le rap en 2014 sous le nom de Bramsou, parfois Bram's, en référence à son prénom, Ibrahima. Dès le CM2, il écrit des textes pour « clasher » l’un de ses amis. Plus tard, il fonde un groupe avec d’autres jeunes de son foyer, rencontrés lors d'une fugue : le Barrodeur Music. La musique est sa seule échappatoire et lui permet d'oublier son quotidien difficile. Il reçoit même un coup de pouce de deux rappeurs : « Je faisais 5 000 vues. Puis y'a Gato (rappeur du 92i) qui m’a partagé sur sa page Instagram, du coup Booba avait vu ça, et il a reposté. Et après ça a commencé comme ça. ».
En 2017, il collabore plusieurs fois avec le 4Keus Gang, la seconde entité du groupe 4Keus et l'ancien groupe de Tiakola, avec qui il sortira un album intitulé La melo est gangx en 2023. Aussi, il fait partie d'albums compilations où se trouvent notamment les rappeurs désormais connus Leto, Bolemvn ou Guy2Bezbar.
Selon ses déclarations, Bramsou est un nom qui lui a fermé des portes. « Je n’avais plus rien à perdre. Il y avait Bramsito, Brvmsoo La Deb et moi qui m’appelais Bramsou, je passais pour un fake car ils avaient plus de lumière. » C'est ainsi qu'il change de style musical et prend le nom de Gazo, un gazo étant le surnom des personnes de confiance dans son quartier, ceux sur qui il est possible de compter en cas d'ennuis. Il déclare : « J’ai commencé par le rap puis j'ai découvert la drill, quelque chose de sale qui reflète ce qui se passe dans les quartiers défavorisés mais à la fois très mélodieux et dansant même, puisque ça a pris ses racines en Jamaïque. »

#### Révélation au grand public etDrill FR(2019-2021)
En octobre 2019, il commence une série de six freestyles « Drill FR » qui va le faire connaître nationalement, lui permettant en août 2020 d'être le premier artiste à signer sur le label Epic Records France de Sony Music, dont le pendant américain comporte notamment Drake et Travis Scott. Il avouera plus tard qu'il aurait arrêté la musique si le premier son de cette série n'avait pas décollé : « j'étais à bout de souffle ». Par chance, cela se fait quand la drill fait un carton en France, notamment avec Dior de Pop Smoke. Il a justement samplé ce morceau dans Drill FR 2.
Le 18 juin 2020, en collaboration avec Freeze Corleone, Gazo propose Drill FR 4, considéré encore en 2022 comme le son de drill francophone. Le 27 août 2020 sort le morceau Inceste, qui marque les débuts de Gazo avec Sony. Le 13 octobre 2020 sort le cinquième épisode sa série de freestyle « Drill FR » en collaboration avec Hamza. En mettant un certain nombre de chansons sur YouTube, il attire l'attention de Gims qui lui propose un titre commun sur son propre album Le Fléau, sorti le 4 décembre 2020.
Fort de son nouveau succès, Gazo dévoile le titre Tchin 2X, apparaît dans l'album de Kaaris, 2.7.0 sur le morceau Five-O ou encore dévoile le morceau Kassav en collaboration avec Tiakola avant de sortir sa première mixtape, intitulée Drill FR, le 26 février 2021. Drill FR s'écoule à 8 618 exemplaires durant sa première semaine d'exploitation. Ce premier projet se hisse à la première position du classement Top Albums et est certifié disque d'or en mai 2021, puis disque de platine en janvier 2022.
Un morceau, qui est aujourd'hui l'un des plus connus de Gazo, est classé 44e au Top Singles le jour de la sortie de la mixtape, et 78e le lendemain. Il s'agit de Haine&Sex. Quelques semaines plus tard, des vidéos utilisant ce son émergent sur le réseau social TikTok, avant que cela ne devienne finalement une tendance virale, qui le fait connaître à un public de plus en plus large, si bien qu'il est certifié disque de diamant en septembre 2021,.
Le succès de Gazo l'amène à de nombreuses collaborations et il participe à des albums d'artistes français issus de toutes les branches du rap, dont Fleur froide - Second état : la cristallisation de Tayc, avec qui il était en internat dès 2012, mais aussi Cartel de Koba LaD, Loin du monde de Jul, MVP de Mister V, Mélo de Tiakola, Ashe Tape 3 de ASHE 22, Cullinan de Dadju, Tombolo de Kalash, MOOD2 (Vibe) de Franglish, LMDB de Rsko, Le chemin des braves de DA Uzi, Arès de Timal, La TN de Naps, Bénéfice de Tiitof ou encore Couleurs du jeu de Frenetik.
Gazo collabore sur sa première mixtape avec des artistes étrangers, comme les Britanniques Unknown T, Pa Salieu, Headie One et Russ Millions, l'allemand Luciano ou encore les Italiens Lazza, Capo Plaza, Nko, Baby Gang et Tony Effe. Aussi, depuis Drill FR 4, Gazo sous-titre ses clips en anglais, ce qui montre bien sa volonté de s'exporter au-delà des frontières de la francophonie. En mars, il est invité sur Reggae & Calypso par Russ Millions et sa performance est jugée supérieure à celle des six anglophones du morceau.

#### KMT(2022)

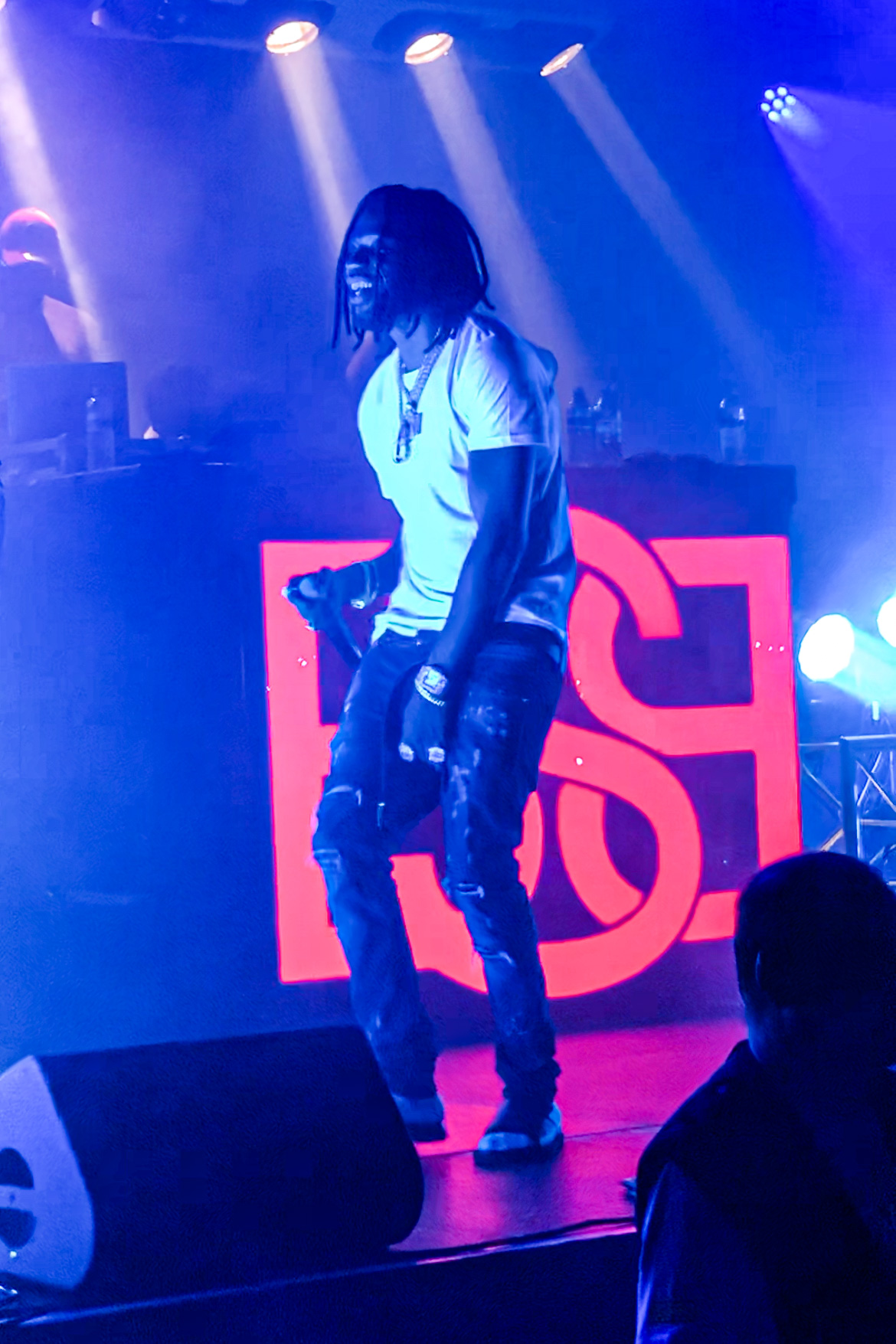
Gazo sur la scène de l’Estivale, en Suisse, en juillet 2022.

Le 11 juin 2022, Gazo annonce la sortie de sa deuxième mixtape KMT pour le 1er juillet 2022. Son titre fait référence au nom que les égyptiens donnaient à leur pays : Kemet, qui signifierait "la terre noire". On y retrouve le titre Molly, qu'il avait initialement sorti en exclusivité chez COLORS.
Trois versions de l'album sont disponibles en précommande et distribuées aléatoirement, avec chacune un bonus track inédit. Ce sont Bodies Remix (avec Unknown T, Santana et ElGrandeToto), La Taupe et Adapter.
En 24h, le projet compte 4,38 millions de streams sur Spotify France, ce qui en fait le troisième meilleur démarrage de l'année. KMT s'écoule à 27 696 équivalents ventes en une semaine, dont 4 247 albums physiques, et passe la barre des 50 000 le 22 juillet 2022, ce qui permet à Gazo d'obtenir son deuxième disque d'or, trois semaines après sa sortie (contre trois mois pour Drill FR).
KMT est numéro un du Top Albums pendant cinq semaines (celles des 22 et 29 juillet, ainsi que 12, 19 et 26 août). Le 6 septembre 2022, KMT dépasse Sans visa de Soolking et devient l'album français sorti en 2022 le plus streamé sur Spotify, avec 197 millions d'écoutes.
Le 1er septembre 2022, KMT devient disque de platine, le deuxième de l'artiste. Cette même semaine du 1er septembre 2022, Gazo compte pas moins de neuf titres dans le Top 50 Spotify France . Le 15 décembre 2022, KMT devient double disque de platine, cinq mois et demi après sa sortie. Et enfin un an jour pour jour après sa sortie, le 1er juillet 2023, KMT est certifié triple disque de platine.
Au cours de l'année 2022, ses deux albums Drill FR et KMT, ainsi que le titre Die, ont été certifiés disques, respectivement single, d'or à l'international, en excluant les données françaises. Un total de 14 albums et 49 singles français, sortis en 2021 ou 2022, ont été certifiés à cette occasion.
Le 5 juin 2023, près de 11 mois après sa sortie, KMT est à la dixième position du top albums de la semaine. Voilà 46 semaines que le projet n'en est pas sorti.

#### La Mélo est Gangx(2023)
Le 15 mars 2023, il dévoile le titre NO LÈCHE en collaboration avec Kerchak, Leto et Favé,.
En attendant la sortie de son projet, Gazo apparait sur les albums de Landy (Brave, avec Maybach), Maes (Omerta, avec La Pègre)  et Naps (En temps réel, avec C'est carré le S, en feat avec Ninho) . Gazo apparait également sur un single extrait de la compilation No Limit, en collaboration avec Damso. Le morceau, La Rue, est dévoilé en exclusitivé lors de la cérémonie des Flammes 2023. Ce titre est premier du Top Singles dès la semaine suivante, devant C'est carré le S. Début juin, Gazo fait avec deux apparitions en l'espace de quelques heures, tout d'abord avec Liims sur 1ère sommation, et avec Heuss L'Enfoiré sur Saiyan. En juillet, Gazo apparaît sur un morceau de Soolking . Le 20 juillet 2023, il sort Drill FR 6 (S.M.B), où il invite Level Santana, un membre du BSB Gang. Il teasait ce morceau depuis le début du mois de janvier.
Le 26 novembre, après leurs hits Fleurs, Kassav et Mode AV (avec Niska), tous trois certifiés diamant, Gazo et Tiakola annoncent la sortie d'un album en commun le 1er décembre. Celui-ci est intitulé La Mélo est Gangx en référence au Malagangx du premier et Tiako La Melo du second.

#### Apocalypse(2024)
En février 2023, ainsi qu'en septembre et octobre 2023, Gazo tease la sortie de son nouveau projet, l'annonçant d'abord prêt à 70%, ce nombre allant finalement jusqu'à 99.9%  ,  Pourtant, rien ne sort, hormis le projet commun avec Tiakola La mélo est gangx le 1er décembre 2023.
Le 25 avril 2024, après avoir remporté à nouveau la Flamme de l'artiste masculin de l'année lors de la deuxième cérémonie des Flammes (où trois de ses morceaux en outre été nommés), Gazo revient avec les mots : « pour vous remercier, je suis obligé de faire un album de fils de p*te. Restez à l'affût »,. Dix jours plus tôt, un sondage a été posté dans sa story Instagram avec une photo au studio et la question « mixtape ou album ? »[réf. souhaitée].
En juin 2024, lors du concert avec Tiakola aux Solidays, Gazo porte un t-shirt avec l'inscription « XX/10/24 », accompagnée des mots « NEW PROJECT ». Un album doit sortir en octobre. À la mi-octobre 2024, Gazo s'active à nouveau sur les réseaux sociaux, annonçant que le projet est prêt à 99.9% et changeant les covers de tous ses projets sur les plateformes de streaming : « apocalypse imminente ».
Un premier extrait, POP avec LaMano1.9, sort le 23 octobre. Le lendemain, il annonce son premier album Apocalypse pour le 29 novembre. Lors de son entretien avec Mouloud Achour pour CliqueTV mi-novembre, Gazo annonce les featurings de ce projet. Les invités sont Offset, Orelsan, Jul, Morad, Yamê, Fally Ipupa et LaMano1.9,.
Entre le 15 et le 28 novembre, Gazo parcourt sept petites salles de France, comme La Cigale de Paris ou Le Transbordeur de Lyon, afin d'interpréter ses classiques et certains titres de cet album en exclusivité. Les acheteurs d'un pack premium de l'album sur le site du rappeur reçoivent un billet pour accéder aux différents "showcase & listening party", seule possibilité de s'y rendre.
En 24 heures, Apocalypse cumule 6,17 millions de streams sur Spotify, ce qui en fait le meilleur démarrage français de l'année sur la plateforme.
L'album se hisse à la première place du Top Albums du SNEP avec 40 683 exemplaires vendus en une semaine.
Le titre Nanani Nanana devient à sa sortie le morceau de rap français le plus écouté en une journée sur Spotify, avec 1.2 million de streams. Il obtient ensuite le meilleur démarrage de l'année pour un single en France avec 10 millions de streams en une semaine[réf. souhaitée]. Après onze jours seulement, il est certifié or, soit le plus rapide de l'année en France. À noter que le morceau a buzzé sur les réseaux sociaux, notamment TikTok, avant la sortie de l'album grâce à des extraits de ses listening parties, où le public en connaissait les paroles par cœur.

## Autres activités

### Marque de vêtements
En plus de la musique, Gazo a sa propre marque de vêtements, BSB, pour "billet sur billet", créée avec son label et crew, le BSB World, qui est avant tout un groupe d'amis. « Notre ambition, ce n’est pas de faire du merch mais de développer une marque, dévoilent-ils ».

### Tournoi de basketball
Aussi, en décembre 2022, il organise avec le BSB World un tournoi de basketball 3x3 au Carpentier, à Paris, intitulé BSB League. Le vainqueur du tournoi pour 18-21 ans a remporté 10'000€. Ce n'est pas la première fois qu'il collabore avec Paris Basket, lui qui est leur ambassadeur depuis 2020, qui a lancé leur premier maillot en Betclic Elite et qui a réalisé un showcase pour les Paris European Games en septembre 2022.
L'événement est de retour le 3 janvier 2024 pour une deuxième édition dans la même salle, avec à nouveau 10'000€ à la clé .

### Tournoi de basketball sur NBA2K
En octobre 2023, Gazo organise avec son équipe la BSB E-League, un tournoi de basket-ball sur le jeu vidéo NBA2K24. Un total de 32 équipes de 5 s'y affrontent. La finale se déroule lors de la Paris Games Week et l'équipe qui la remporte empoche la somme de 5000€ .

### Mangas
En novembre 2022, sur ses réseaux sociaux, Gazo affirme vouloir se lancer dans l'écriture d'un manga. Ses fans sont invités à voter, Gazo écrivant « A 100 000 réponses, je me lance ». Le lendemain, cette barre ayant été dépassée .

## Style
Son look : des locks mi-longues tressées accompagnées d'une imposante joaillerie dont des dents en diamant et des lunettes dorées sans monture, s'inspire justement des vedettes américaines Pop Smoke, Lil Wayne ou encore XXXTentacion. Postés régulièrement sur YouTube, ses morceaux se démarquent par leur style : la drill, un sous-genre du hip-hop qu'il a découvert grâce à des amis,.

## Discographie
En août 2023, Gazo compte un disque de platine et un triple disque de platine.
Concernant ses morceaux, neuf ont été certifiés single de diamant, trois single de platine et onze single d'or (dont deux en Suisse et un en Belgique), sans compter ses apparitions sur d'autres morceaux, où il totalise vingt autres certifications.

## Filmographie

### Série télévisée
- 2021 : Validé de Franck Gastambide : lui même

## Distinctions et succès

### Distinctions
- 2023, Les Flammes :
  - Lauréat d'Artiste masculin de l'année[77]
  - Lauréat (Album Spotify de l'année), pour KMT[78]
  - Lauréat de KMT pour "Album rap de l'année"
  - Nomination de KMT pour "Cover d'album de l'année"[79]
  - Nomination de Die pour "Morceau de l'année"[79]
  - Nomination de Bodies (avec Damso) pour "Featuring de l'année"[79]
  - Nomination de Becte pour "Performance rap de l'année"[79]
  - Nomination de Céline 3X pour "Clip de l'année"[79]
  - Nomination de son Zénith pour "Concert de l'année"[79]
- 2023, La Chanson de l'année :
  - Chanson la plus streamée de l'année, pour Die et ses 119M streams[80].
- 2023, NRJ Music Awards :
  - Nomination de Casanova (Soolking avec Gazo) pour "Collaboration francophone de l'année" et "Reprise/Adaption de l'année"
- 2024, Victoires de la musique:
  - Lauréat (Artiste masculin)
- 2024, Les Flammes :
  - Lauréat d'artiste masculin de l'année
  - Nomination de 100K pour la performance rap de l'année
  - Nomination de La Rue (No Limit feat. Gazo & Damso) pour le featuring de l'année
  - Nomination de Saiyan (Heuss l'Enfoiré feat. Gazo) pour le morceau de l'année
  - Nomination de Casanova (Soolking feat. Gazo) pour le morceau de l'année
- 2024, Victoires de la musique guinéenne :
  - Lauréat d'artiste de la diaspora de l’année[81],[82]

### Succès
Gazo connaît un franc succès en francophonie et au-delà. Le 5 juillet 2023, alors qu'il n'a pas sorti le moindre morceau solo depuis la sortie de KMT un an plus tôt, il passe la barre des 6 millions d'auditeurs mensuels sur Spotify. Le 19 août, c'est celle des 7 millions qui est franchie, et enfin, le 28 septembre, il en totalise 8 millions. Il devient ainsi le troisième artiste francophone le plus écouté (tous genres confondus) derrière Stromae et Gims.